# أبو الرديف
أبو الرديف قرية سعودية تتبع مركز القفل بمحافظة صامطة الواقعة بمنطقة جازان جنوب غرب السعودية. يبلغ عدد سكانها حوالي 3000 نسمة.